# Фаг Т4

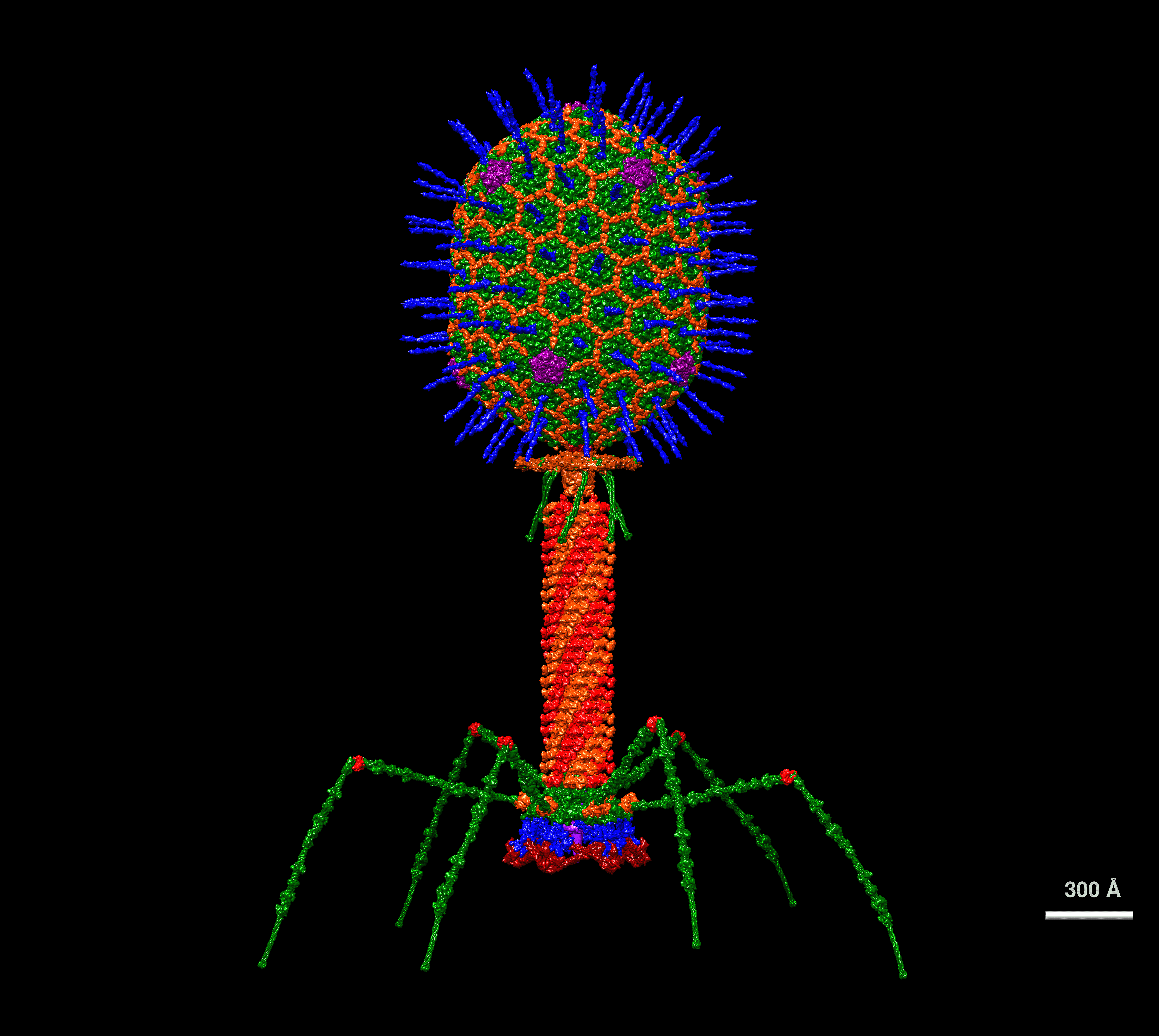
Структурная модель Фага Т4

Фаг T4 (англ. Escherichia virus T4, ранее Enterobacteria phage T4) — один из самых изученных вирусов, бактериофаг, поражающий  энтеробактерии, в том числе  Escherichia coli. Имеет геномную ДНК порядка 169—170 тысяч пар нуклеотидов, упакованную в икосаэдрическую головку. Вирион также имеет ствол, основание ствола и стволовые отростки — шесть длинных и шесть коротких.
Фаг T4 использует ДНК-полимеразу кольцевого типа; его скользящая манжетка является тримером, сходным с PCNA, но она не имеет гомологии ни с PCNA, ни с полимеразой β.
T4 является относительно крупным фагом, имеет диаметр около 90 нм и длину около 200 нм. Вирус использует только литический цикл развития, но не лизогенный.
С фагом Т4 или подобными бактериофагами работали лауреаты Нобелевской премии Макс Дельбрюк, Сальвадор Лурия, Альфред Херши, Джеймс Уотсон и Френсис Крик, а также другие известные ученые — Майкл Россман, Вадим Месянжинов, Фумио Арисака, Сеймур Бензер, Брюс Альбертс.
В 2016 году, как и другим бактериофагам, Т4 изменили научное название на Escherichia virus T4.